# Ust´-Kaczka
Ust´-Kaczka (ros. Усть-Качка) – wieś (sieło) w Rosji, w Kraju Permskim, w rejonie permskim. W 2010 liczyła 4098 mieszkańców.